# KrAZ Fiona
Die KrAZ Fiona (ukrainisch КрАЗ Фіона) ist ein geschütztes Fahrzeug, das als Mannschaftstransporter für bis zu 14 Personen dient. Produziert wird es vom ukrainischen Fahrzeughersteller KrAZ, der das Fahrzeug mit der Streit Group entwickelt hat.

## Entwicklungsgeschichte
Der KrAZ Fiona wurde Mitte der 2010er-Jahre von KrAZ für Kunden im Nahen Osten mit der kanadisch-emiratischen Streit Group entwickelt. Im Zuge der Intensivierung des Ukrainekrieges zeigte sich, dass die Ukraine mittelfristig eine von Russland unabhängige Rüstungsproduktion benötigt, die in der Lage ist, moderne Militärfahrzeuge zu produzieren, die neben der Exportorientierung ebenfalls den Einsatz in den ukrainischen Streitkräften zum Ziel hat. Der KrAZ Fiona debütierte im Februar 2015 auf der IDEX-Rüstungsmesse in den Vereinigten Arabischen Emiraten.

## Technik

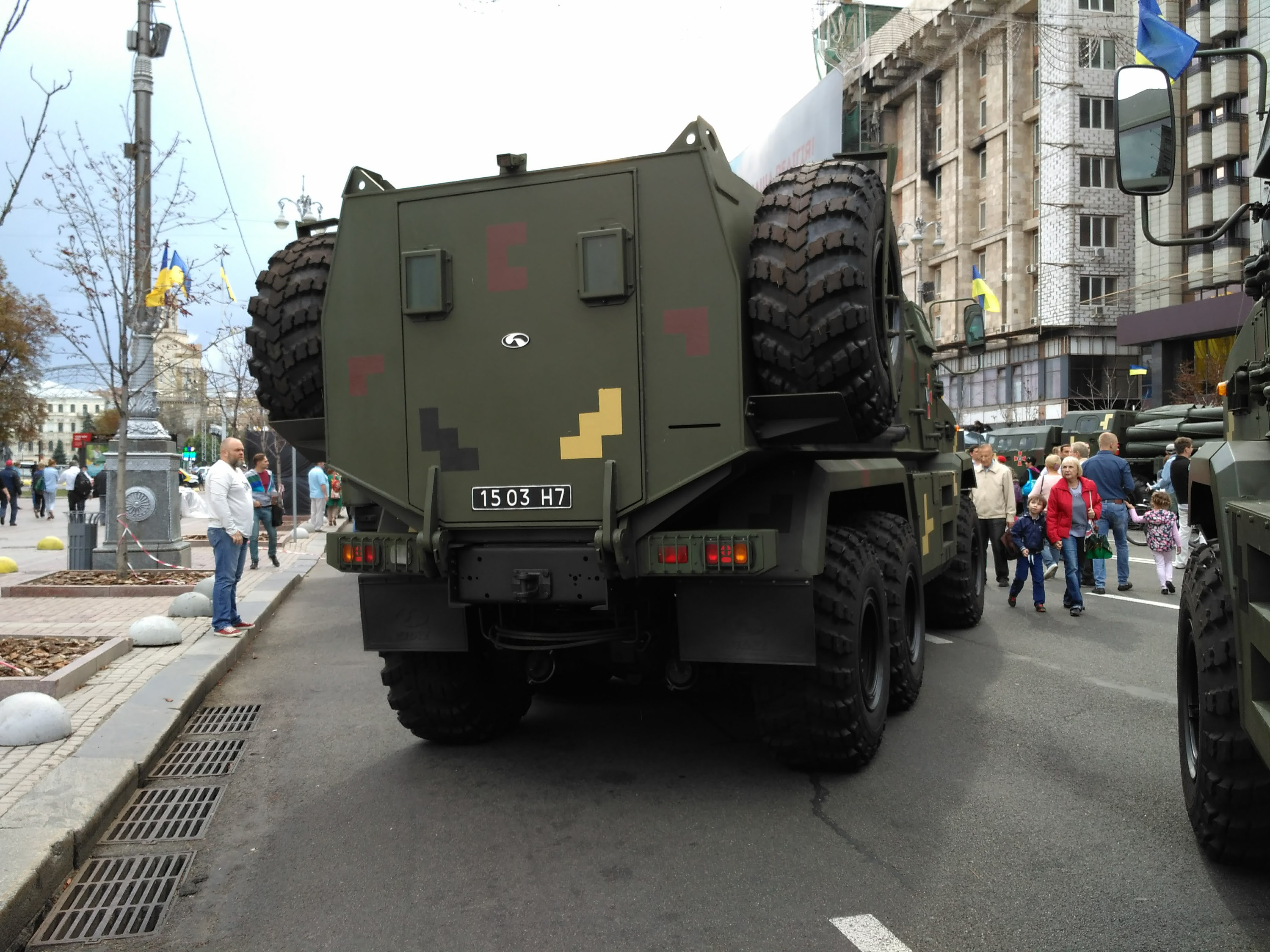
Hecktüre des KrAZ Fiona

Das geschützte Radfahrzeug basiert auf dem 6×6-Chassis des Lkw-Typs KrAZ-6322 und verfügt über eine V-förmigen gestaltete Fahrzeugwanne, die im Falle einer Explosion unter dem Fahrzeug die Wucht einer Explosion zur Seite ablenkt. Der Fiona hat eine zulässige Gesamtmasse von 18.000 kg, zusätzlich sind noch zwei Kraftstofftanks mit einem Fassungsvermögen von je 250 l verbaut.
Eine kugelsichere Windschutzscheibe soll der Besatzung Schutz vor 7,62-mm-Geschossen bieten, während seitlich jeweils vier Fenster mit Schießöffnungen eingebaut wurden. Der Zustieg erfolgt über eine Tür am Fahrzeugheck.
Der Mannschaftstransportraum der Fiona kann frei nach den Bedürfnissen des Kunden konfiguriert werden. Ursprünglich vorgesehen war, dass das Fahrzeug zwei Besatzungsmitglieder mit zehn Soldaten im Mannschaftsraum transportiert, die auf speziell gefederten Sitzen Platz finden. Das Arrangement und die Anzahl der Sitze kann verändert werden, maximal 14 Soldaten sollen Platz im Innenraum finden können.
Eine Dachluke im Fahrgastraum ermöglicht den Zugang zum Turm, der mit einem schweren Maschinengewehr bestückt werden kann.
Es können Motoren verschiedener Marken eingebaut werden, die sonst üblicherweise bei KrAZ-LKW verbauten russischen JaMZ-Dieselmotoren sollen demnach nicht mehr obligat sein. So hatte Fiona in einer Version einen 330 PS starken Dieselmotor, eine MFZ-430-Kupplung und ein Schnellgetriebe, während eine andere Version einen Cummins-380-PS-Motor und ein Allison-Automatikgetriebe hatte. Gerade vor dem Hintergrund des Ukrainekrieges erfolgte die Ausrichtung auf westliche oder asiatische Motorenhersteller wie Deutz, Cummins, Daimler-Benz, Fiat, Weichai, Ford oder Toyota.